# Часцовская (платформа)
Часцо́вская — остановочная платформа Смоленского направления МЖД в  Одинцовском районе Московской области.
Состоит из двух платформ, соединённых только настилом через пути. Не оборудована турникетами. К северу от платформы — деревня Луговая. Между платформами Часцовская и Портновская — переезд Можайского шоссе через железнодорожные пути.
Время движения от Белорусского вокзала — около 65 минут.